# シェディム
シェディム（Shedim、ヘブライ語: שֵׁדִים）は、初期のユダヤ神話における精霊または悪霊。
旧約聖書の『申命記』32章17節、『詩編』106章37節に登場し、『詩篇』の次節でそれは「カナンの偶像」と説明される。『岩波訳聖書』でこの語は、アッカド語であり「七十人訳に習って」複数形である「悪霊ども」と訳される。

## 概要
ローズマリ・エレン・グィリーによれば、これはマジキン(Mazziqin)と呼ばれる「人を傷つける悪霊」の一種で、リリスまたはサッキュバスと人間の子であるという。
元々、「死後の死体を動かす」とされたが、後の伝説では毛深く獰猛な悪霊で、不機嫌な人間を異形なものと一緒に置き去りにすると信じられるようになった。
キャロル・ローズ『世界の妖精・妖怪事典』で「人間にとって危険」な「悪魔、デーモン」で、「呪術と関連」付けられるものの、この悪霊は現代において必ずしも悪の存在としてイメージされるものとは同じではない。
シェディムは悪の半神半人や共同体外の神々という意味での悪であり、病気の原因と考えられている悪霊という意味での悪とは異なる。
シェディムは彼らが神ではないという意味でのみ悪である。
シェディムは必ずしも悪意を持つ存在ではなく、人間にとって役に立つこともあると考えられている。シェディムはアスモデウスのように、トーラーを守って生きることさえできると言われている。